# Büşra Cansu
Büşra Cansu, coniugata Kılıçlı, (Gölcük, 16 luglio 1990), è una pallavolista turca, centrale del Kuzeyboru.

## Carriera

### Club
Büşra Cansu inizia la propria carriera nel settore giovanile dell'Eczacıbaşı, dove gioca tra il 2004 ed il 2008. Fa poi l'esordio da professionista col medesimo club nella stagione 2008-09, debuttando nella Voleybol 1. Ligi: nelle undici annate di militanza nella formazione arancione-grigio-bianca, in ambito domestico, conquista uno scudetto, tre edizioni della Coppa di Turchia e altrettante della supercoppa nazionale; a livello internazionale,  invece, trionfa nella Champions League 2014-15, si aggiudica due campionati mondiali per club e la Coppa CEV 2017-18.
Nella stagione 2019-20 si trasferisce al Beşiktaş, ma a metà annata si trasferisce al Türk Hava Yolları. Dopo un periodo di inattività, torna in campo qualche mese dopo l'inizio del campionato 2021-22, ingaggiata dal Sarıyer, dove gioca anche nell'annata seguente, trasferendosi quindi al Kuzeyboru nella stagione 2023-24.

### Nazionale
Entra a far parte della nazionale under 18 turca, vincendo la medaglia d'argento al campionato mondiale 2007.
Nel 2009 fa il suo esordio in nazionale maggiore in occasione della European League, per poi vincere la medaglia di bronzo al campionato europeo 2011. In seguito si aggiudica la medaglia di bronzo al World Grand Prix 2012, quella d'argento ai XVII Giochi del Mediterraneo e la medaglia d'oro ai I Giochi europei.

## Palmarès

### Club
- Campionato turco: 1

2011-12
- Coppa di Turchia: 3

2008-09, 2010-11, 2011-12
- Supercoppa turca: 3

2011, 2012, 2018
- Campionato mondiale per club: 2

2015, 2016
- Champions League: 1

2014-15
- Coppa CEV: 1

2017-18

### Nazionale (competizioni minori)
- Campionato mondiale under 18 2007
- Giochi del Mediterraneo 2013
- Montreux Volley Masters 2015
- Giochi europei 2015

### Premi individuali
- 2012 - Voleybol 1. Ligi: Miglior muro
- 2015 - Montreux Volley Masters: Miglior centrale